# Scorzonera mollis subsp. idaea
Scorzonera mollis subsp. idaea ist eine Unterart der Pflanzenart Scorzonera mollis aus der Familie der Korbblütler (Asteraceae).

## Merkmale
Scorzonera mollis subsp. idaea ist ein niedriger, mehr oder weniger dicht spinnwebig-filzig behaarter, ausdauernder Rhizom-Geophyt, der Wuchshöhen von 4 bis 12 Zentimeter erreicht. Der Wurzelstock ist knollig verdickt. Die Laubblätter sind alle grundständig, 3 bis 6 Zentimeter lang und gewellt. Die Hülle ist 14 bis 20 Millimeter groß, fruchtend erreicht sie bis 22 Millimeter. Die Früchte sind 10 bis 12 Millimeter lang und kahl.
Die Blütezeit reicht von Mai bis Juli.

## Vorkommen
Scorzonera mollis subsp. idaea ist auf Kreta endemisch. Sie wächst im Psiloritis und im Dikti-Gebirge auf Kalkfelshängen und in Dolinen in Höhenlagen von 1400 bis 2450 Meter.

## Belege
- Ralf Jahn, Peter Schönfelder: Exkursionsflora für Kreta. Mit Beiträgen von Alfred Mayer und Martin Scheuerer. Eugen Ulmer, Stuttgart (Hohenheim) 1995, ISBN 3-8001-3478-0, S. 335.